# Фабіан Паніселло
Фабіан Паніселло (ісп. Fabián Panisello; нар. 1 жовтня 1963, Буенос-Айрес) — аргентино-іспанський композитор, диригент, педагог.

## Біографія
Вивчав композицію у Франсіско Крепфля в Буенос-Айресі, згодом у Богуслава Шеффера у Моцартеумі в Зальцбурзі (Австрія). Згодом продовжив вдосконалювати композиторську майстерність під керівництвом таких майстрів, як Еліот Картер, Франко Донатоні, Браян Фернехоу, Луїс де Пабло та як диригент у Петера Етвеша і Йорма Панула.
Є одним з найвідоміших композиторів та диригентів світу. Отримує замовлення від видатних оркестрів і фестивалів світу, серед яких Дні музики в Донауешінґені, Фундація Сіменса, Міністерство культури Франції, Італійський культурний інститут, Національний оркестр Іспанії, Оркестр громади Мадрида, Стара опера Франкфурта, фестиваль Такефу (Японія) та інші.
Є засновником і директором PluralEnsemble. Член Аргентинської Академії мистецтв, Академічного комітету Фундації Ісаака Альбеніса і Консультативної ради Театру Реал у Мадриді. Твори Паніселло видаються видавництвом Peters.

## Педагогічна діяльність
Є професором композиції Вищої школи музики королеви Софії, де раніше, у 1996—2000 був професором з музичного аналізу та запрошеним професором у Китайські консерваторії музики у Пекіні. У 1996—2013 був академічним директором Вищої школи музики королеви Софії та Міжнародного інституту камерної музики у Мадриді, а з 2014 по 2019 був директором цих установ. Крім цього виступає з лекціями та майстер-класами у навчальних закладах світу, таких як Манхеттенська школа музики, Токійський університет мистецтв, Єрусалимська академія, Сарагоський університет, Католицький університет музики у Сантьяго-де-Чилі. Також був запрошений проводити лекції та семінари з композиції, диригування та аналізу музики у м. Грац (Австрія) і Тель-Авів. У листопаді 2021 з творчим візитом відвідав НМАУ ім. П. І Чайковського, де презентував власну творчість та провів майстеркласи.

## Вибрані твори

### Твори для оркестру без солістів
- 2004: Cuadernos para orquesta
- 2008: Aksaks
- 2009: Mandala

### Твори для оркестру з солістами
- 2004: Концерт для скрипки з оркестром
- 2010: Концерт для труби з оркестром
- 2010: Movements для фортепіано з оркестром

### Опери
- 2016: Le Malentendu камерна опера за однойменним твором Альбера Камю, лібрето Хуана Лукаса
- 2019: Les Rois Mages (Три царі) мультимедійна музична вистава за книгою Мішеля Турньє, лібрето Жиля Ріко

### Твори для ансамблю більше п'яти інструментів
- 2001: Moods II
- 2005: Камерний концерт
- 2013: Solstice

### Твори голосу
- 2011: Libro del frío для сопрано, флейти, кларнета, скрипки, альта, віолончелі і фортепіано
- 2012: Gothic Songs для баритона і фортепіано
- 2013: L'Officina della Resurrezione для баритона, електроніки і струнного квартету
- 2014: L'Officina della Resurrezione, Versión II для баритона і хору, що говорить